# سياسة الشمس المشرقة

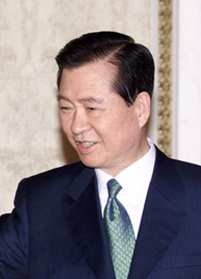

كانت سياسة الشمس المشرقة ((هانغل: 햇볕 정책)) السياسة الخارجية لكوريا الجنوبية تجاه كوريا الشمالية من 1998 حتى انتخاب إي ميونغ باك رئيسًا للبلاد في 2007. منذ أن وضعها الرئيس الكوري الجنوبي كيم داي جونغ، أدت هذه السياسة إلى مزيد من التواصل السياسي بين الدولتين وعدد من العلامات التاريخية الهامة في العلاقات الكورية-الكورية؛ لقاءا القمة في بيونغ يانغ (قمة يونيو 2000 وقمة أكتوبر 2007 وقمة أبريل 2018) والذين وضعا الأساس لمشاريع أعمال عالية القيمة، واللقاءات الوجيزة بين أفراد العائلات الذين فرقتهم الحرب الكورية.
في إطار سياسة الشمس المشرقة جرى تقديم مساعدات مالية كبيرة للشمال ونفذت مشروعات اقتصادية مثل منطقة كايسونغ الصناعية ومنطقة جبل كمغانغ السياحية في الشمال.
في 2000، مُنحت جائزة نوبل للسلام لكيم داي جونغ لتطبيقه الناجح لسياسة الشمس المشرقة.
في 2010، أصدرت وزارة التوحيد تقريرًا جاء فيه أن المساعدات التي أرسلت إلى كوريا الشمالية في عهد سياسة الشمس المشرقة فشلت في إحداث فرق في حياة المواطنين الكوريين الشماليين المعوزين.